# Chiro
Chiro Flandern (niederländisch Chirojeugd Vlaanderen) ist ein Jugendverband in Flandern, Brüssel und der Deutschsprachigen Gemeinschaft in Ostbelgien, dessen Gründung und Wirken auf christlichen Werten beruht. Mit über 100.000 Mitgliedern ist Chiro der größte Jugendverband Belgiens. Auf internationaler Ebene ist Chiro Mitglied im internationalen Dachverband katholischer Jugendverbände Fimcap.

## Name
Der Name Chiro beruht auf dem Christusmonogramm, der Kombination der Anfangsbuchstaben chi (χ) und rho (ρ) des griechischen Wortes Christos. Der Name wurde durch den belgischen Priester Jos Cleymans in einer Ausgabe von Het Katholiek Patronaat erstmals verwendet, um die Chirojeugd (Chirojugend) zu bezeichnen.

## Geschichte
Die Chiro-Bewegung hat ihren Ursprung in Treffen für junge Menschen nach der sonntäglichen Messe, in welchen christliche Werte gelehrt und vermittelt wurden, sogenannten „Patronaten“. 1934 verwendete Jos Cleymans, ein Priester und ab 1932 Sekretär der „Flämischen Jugendvereinigung für Katholische Aktion“ (JVKA), erstmals den Begriff „Chiro“, um diese Jugendbewegung zu benennen. Die Arbeitsweise der Bewegung wurde zunehmend weniger förmlich und der Schwerpunkt von Chiro wechselte zum gemeinsamen Spielen und gemeinsamen Aktivitäten. Cleymans versuchte die Patronate in eine moderne Jugendbewegung zu verändern. Zur selben Zeit wurden in Chiro auch expressivere Praktiken und Erkennungsmerkmale, wie Banner, Lieder und Märsche, eingeführt, um eine gemeinsame Identität der verschiedenen Ortsgruppen sichtbar zu machen. Cleymans wurde dabei durch deutsche katholische Jugendverbände wie „Quickborn“ und „Neudeutschland“ wie auch die Pfadfinderbewegung inspiriert. Während des Zweiten Weltkriegs formulierte Chiro ein Konzept für seine Jugendarbeit, das drei Säulen umfasst:
1. Chiro wurde in verschiedene Abteilungen (ausgehend von verschiedenen Altersgruppen) eingeteilt. Jugend wurde dabei von Jugendlichen geleitet. Jede Gruppe wurde durch einen Leiter und einen Assistenten geleitet.
2. Chiro entwickelte ein System von Anforderungen.
3. Chiro führte ein Bekenntnis ein. Dieses Bekenntnis war ein poetischer Text mit Beschreibung eines Lebensideals.[4]

Am Anfang wurden nur Jungen in Chiro aufgenommen. Später wurden auch Mädchen-Gruppen von Chiro gegründet, darauf entstanden auch gemischte Gruppen. Heute gibt es 282 Ortsgruppen für Mädchen, 237 für Jungen und 397 gemischte Gruppen.

## Struktur
Die Mitglieder von Chiro sind nach Altersgruppen in verschiedene Abteilungen eingeteilt. Diese Einteilung ist jedoch nicht verbindlich und variiert teilweise bei unterschiedlichen Ortsgruppen:
- Ribbels: 6–8 Jahre (nicht in jeder Chiro-Gruppe vorhanden)
- Speelclub: 8–10 Jahre, falls „ribbels“ vorhanden sind, anderswo sonst oft 6–9 Jahre
- Rakwi: 10–12 Jahre, falls „ribbels“ vorhanden sind oft 9–12 Jahre (Jungengruppen werden oft auch rakkers und Mädchengruppen kwiks genannt)
- Tito: 12–14 Jahre (Jungengruppen werden oft auch toppers und Mädchengruppen tippers genannt)
- Keti: 14–16 Jahre (Jungengruppen werden oft auch „kerels“ und Mädchengruppen „tiptiens“ genannt)

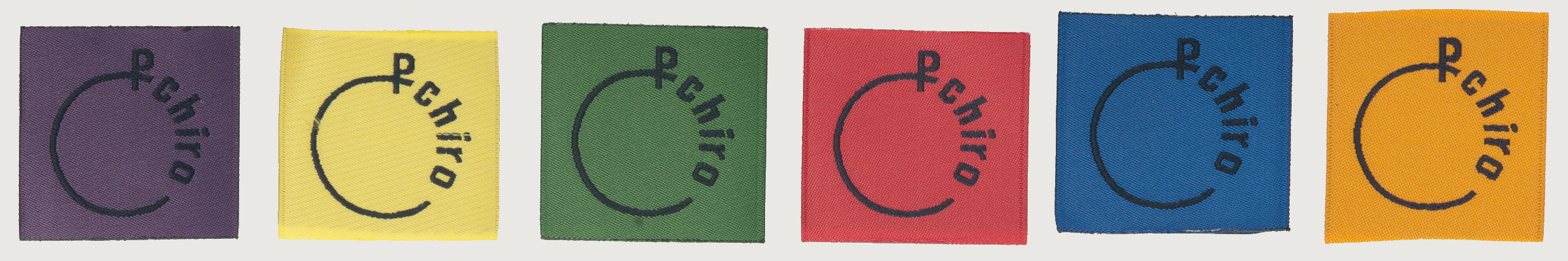
Abzeichen von Chiro, welche die Zugehörigkeit zu verschiedenen Altersstufen symbolisieren: „Ribbels“ (violett), „Speelclub“ (gelb), „Rakwi“ (grün), „Tito“ (rot), „Keti“ (blau) und „Aspi“ (orange)

- Aspi(rant): 16–18 Jahre

## Bekannte Chiro-Mitglieder
- Bert Anciaux (Flämischer Politiker)
- Rutger Beke (Triathlet)
- Jean-Luc Dehaene (Belgischer Politiker)
- Luc De Vos (Flämischer Sänger Gorki)
- Stijn Devolder (Radrennfahrer)
- Herman Dewit (Sänger, Musikant 't Kliekske)
- Piet Goddaer (Sänger: Ozark Henry)
- Marc Herremans (Triathlet)
- Leif Hoste (Radrennfahrer)
- Wilfrid Moonen (Sänger, Musikant 't Kliekske)
- Oliver (Eurosong for Kids 2008)
- Oliver Paasch (Politiker)
- Kris Peeters (Politiker)
- Thor Salden (Junior Eurovision Song Contest 2006)
- Herman Schueremans (CEO Rock Werchter)
- Peter Van de Veire (Radiomoderator)
- Stan Van Samang (Schauspieler und Sänger)
- Johan Verminnen (Sänger)
- Inge Vervotte (Politiker)
- Koen Wauters (Sänger Clouseau)

Eine ausführliche Liste gibt es auf der Homepage von Chiro.

## Chiro-Organisationen weltweit
Belgische Missionare brachten das Konzept der Chiro-Jugendarbeit auch nach Lateinamerika, Asien und Afrika. Heute gibt es daher auch Chiro-Organisationen auf den Philippinen (seit 1952), Burundi, Südafrika, Botswana, Lesotho, der Demokratischen Republik Kongo („Kiro Kongo“) und Haiti („Mouvement Kiro D’Haiti“, seit 1960).
All diese Verbände sind – wie der ursprünglichen Chirojeugd Vlaanderen – Mitgliedsverbände im Dachverband katholische Jugendverbände Fimcap.